# 州間高速道路

路線網

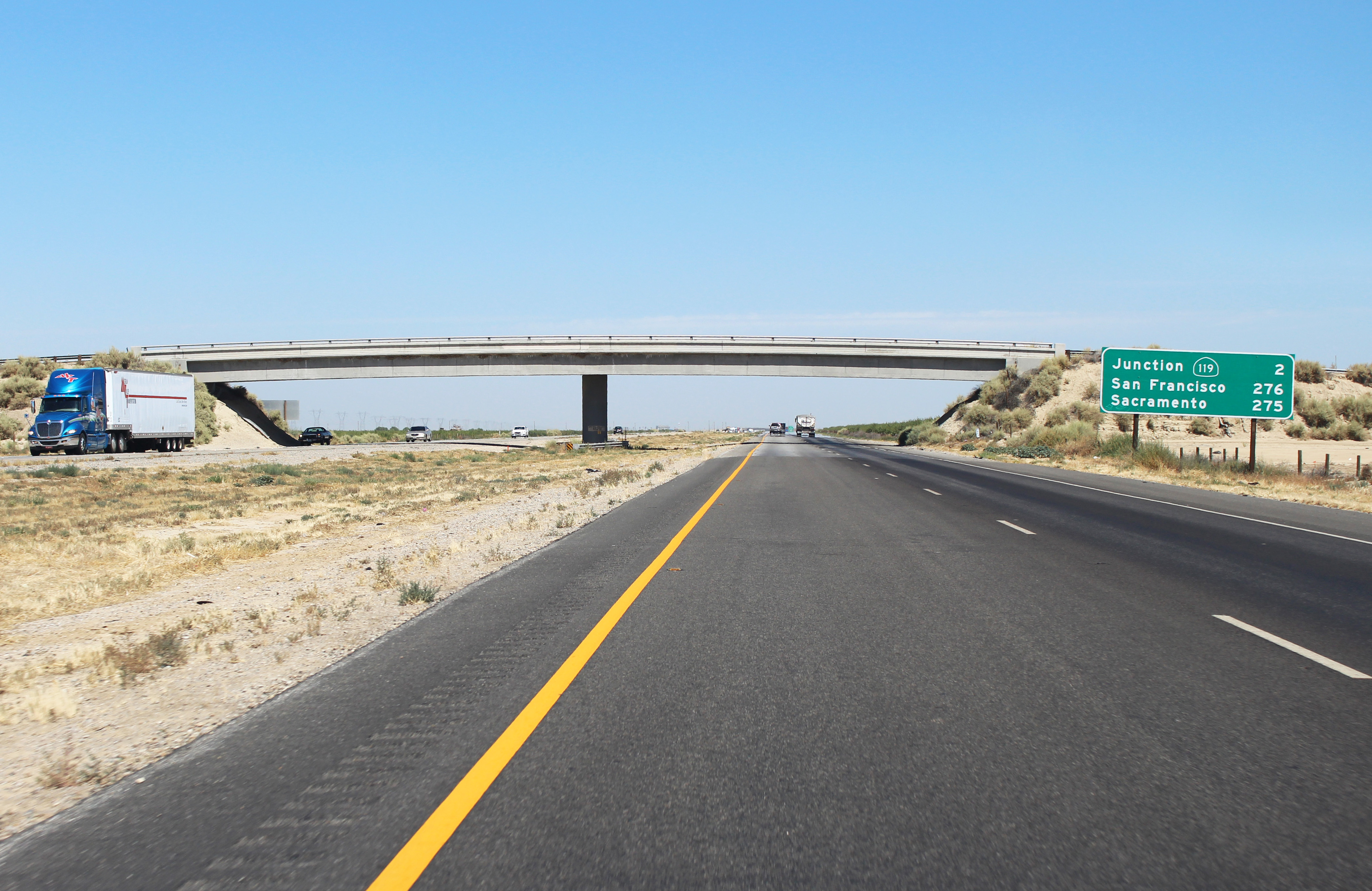
郊外の典型的な州間高速道路。片側2車線で、芝生の分離帯が上下車線を分離している。

州間高速道路（しゅうかんこうそくどうろ、英: Interstate Highway インターステート・ハイウェイ）は、アメリカ合衆国の高速道路である。
高速道路網全体としては、一般には州間高速道路網（しゅうかんこうそくどうろもう、Interstate Highway System）と呼ばれ、正式名称はドワイト・デーヴィッド・アイゼンハワー全米州間国防高速道路網（ぜんべいしゅうかんこくぼうこうそくどうろもう、Dwight David Eisenhower National System of Interstate and Defense Highways）である。

## 概要
州間高速道路網は自動車専用道路（ハイウェイ）によって構成されており、交通状況が許容する限り、高速走行が可能である。州間高速道路網には連邦政府レベルでの特別な資金が割り当てられているが、設計・建設・維持管理は州単位で行われ、所有権も各州に帰属している。ただし首都環状道路のウッドロウ・ウィルソン橋は唯一の例外として連邦政府に所有権がある。
州間高速道路網の道路は州間高速道路 (Interstate Highway) と呼ばれる。各州間高速道路にはそれぞれ個別の路線番号が付加されており、州間高速道路XX号線 (IH-XX; Interstate Highway XX) もしくは単に州間道XX号線 (I-XX; Interstate XX) と表記される。州間高速道路網はアメリカ国内の主要都市を網羅している｡

## 歴史

1993年に発表された記念標識

新しい高速道路システムの計画は、連邦政府が州間高速道路網の構想を打ち出した1950年代以前から存在していた。1907年、アメリカのニューヨーク州で世界最初の高速道路の建設が開始された。そして1920年代までにニューヨーク市の公園道路システムのような長距離高速道路が、州単位の高速道路計画によって整備された。しかしながら交通量の増加により、州ごとに独立していたそれまでの高速道路システムを見直し、各州の高速道路を相互に連結してアメリカ合衆国全体としての高速道路網を整備する必要性が高まった。
戦時中、全米を車で横断するのに二ヶ月を要していたことをアイゼンハワーは体感していた。州間高速道路網は、1956年の連邦補助高速道路法の制定により整備が開始された。この法律は、当時のアイゼンハワー大統領が推進した道路整備計画の一環として制定された法律であり、全長約6万5000キロメートルの巨大な州間高速道路網を、250億ドルの資金を投じて、10年の期間を費やして整備するという、それまでのアメリカ合衆国の歴史の中で最も大規模な国家プロジェクトであった。
1956年の法整備により進められた州間高速道路網の建設は、当初の予定から大幅にずれ込み、計画から35年後の1991年に完了した。整備費用も、計画当初に見積もられていた250億ドルを大幅に上回り、最終的に1140億ドルを費やした。整備された州間高速道路の総距離は6万8500キロメートルで、その全線が片側2車線以上である。

## 規格
アメリカ合衆国で建設される高速道路はすべて、米国全州道路交通運輸行政官協会が設定した規格に従わなければならない（連邦高速道路局の許可がある場合を除く）。この規格は年月を重ねるにつれて厳密になり、アメリカ合衆国の道路整備における絶対的基準として扱われている。この規格では、ごくわずかな例外を除き、高速道路における信号機の設置は料金所およびランプ・メーターに限定されている。

### 制限速度
州間高速道路の制限速度は場所によって異なる。整備計画が立てられた当初は、多くの通行車両が高い速度を維持できない区間（険しい峠道など）を除き、時速75マイル（約121キロメートル）から80マイル（約129キロメートル）の速度制限が設けられていた。しかしながら1973年に発生したオイルショックの影響により、翌1974年に連邦政府はガソリン保護対策として最高速度を時速55マイル（約89キロメートル）に引き下げた。この規制は、石油の貿易停止が解除された後も安全対策として継続されたが、特にアメリカ西部地域で大きな不評を買った。これを受けて連邦政府は1987年に速度規制を緩和し、州の選択により最高速度を時速65マイル（約105キロメートル）まで引き上げられる決定を行った。そして1995年にはアメリカ合衆国の州間高速道路網全体の速度制限は撤廃された。
時速55マイル（約89キロメートル）の速度制限の完全撤廃とともに、連邦政府は最高速度の決定権を各州に委譲した。この決定を受けて、カリフォルニア州やバージニア州などの多くの州では、場所によって異なる速度制限を設定した。カリフォルニア州では、ロサンゼルス市内区間の最高速度を時速55マイル（約89キロメートル）、郊外区間の最高速度を時速65マイル（約105キロメートル）、砂漠地帯や田園地帯区間の最高速度を時速70マイル（約113キロメートル）に設定した。また、カリフォルニア州やインディアナ州などの一部の州では、業務用トラックに対し、一般乗用車よりも低い速度制限を課した。カリフォルニア州では、一般乗用車に対する速度制限とは別に、業務用トラックの最高速度を州全体で一律に時速55マイル（約89キロメートル）と設定した。
速度制限の完全撤廃後も州間高速道路の最高速度を時速65マイル（約105キロメートル）のまま維持する州がある一方で、州間高速道路の最高速度を70マイル（約113キロメートル）ないし85マイル（約136キロメートル）に引き上げる州もあった。多くの場合、最高速度を低い速度に設定している州はアメリカ合衆国北東部に多く存在し、逆に高い速度に設定している州はアメリカ合衆国南部および南西部に多く存在する。モンタナ州では「適切かつ慎重な速度」で走行するよう定めたが、あまりに漠然としており憲法に違反するという理由により、施行からわずか数年で撤廃された。

### 多目的設計
州間高速道路網は乗用車やトラックの通行を考慮した設計となっている。また、アメリカ合衆国が軍事活動や民間防衛活動を行う際に、部隊が円滑に展開できる設計にもなっている。
州間高速道路網は核戦争などの有事やハリケーンなどの自然災害が発生した際に、都市から緊急避難するために使用される（ハリケーン用避難経路）。また緊急時には避難効率を最大化するために、州間高速道路網のすべての車線が災害地から避難する方向に切り替えられる。ジョージア州の州間高速道路16号線やノースカロライナ州の州間高速道路40号線、ルイジアナ州の州間高速道路10号線など、アメリカ合衆国南部の一部の州間高速道路では、本来の進行方向とは逆方向に切り替えられた際にも使用できる設備が整えられている。
なお、州間高速道路網は戦争の際に航空機の滑走路として使用できるよう、5マイル（約8キロメートル）おきに平坦な直線道路が作られているという都市伝説が存在しているが、これは間違いである。

## 路線分類
州間高速道路はハワイ州にも存在し、他の州の路線と同様の資金提供を受けている。なお、アラスカ州およびプエルトリコにも他の州の路線と同様の資金提供を受けている高速道路が存在する。アラスカ州およびプエルトリコに存在する高速道路は公式な州間高速道路ではないために未公認州間高速道路 (Unsigned Interstate Highway) と呼ばれるが、一般には州間高速道路として扱われている。

### 一級州間高速道路
州間高速道路の路線番号は米国全州道路交通運輸行政官協会によって決定される。
アメリカ合衆国において一級州間高速道路 (Primary Interstate Highway) と呼ばれる州間高速道路には、1桁または2桁の路線番号が付与される。また、一級州間高速道路のうち、東西方向の路線には偶数番号が付与され、南北方向の路線には奇数番号が付与される。さらに、東西方向の路線は南から順に路線番号が増加し、南北方向の路線は西から順に路線番号が増加する。ただし5で割り切れる数に関しては、アメリカ合衆国を縦断もしくは横断する主要路線に対して付与される。例えば5号線はアメリカ西海岸沿いにカナダとの国境からメキシコとの国境までを結ぶ路線であり、95号線はアメリカ東海岸沿いにフロリダ半島南端からカナダとの国境までを結ぶ路線である。また、10号線はカリフォルニア州ロサンゼルスからフロリダ州ジャクソンビルまでを結ぶ路線であり、90号線はワシントン州シアトルからマサチューセッツ州ボストンまでを結ぶ路線である。
一級州間高速道路のうち、76号線、84号線、86号線、88号線は、アメリカ合衆国の東部と西部に独立に存在している。これは1970年代に米国全州道路交通運輸行政官協会が州間高速道路の付番形式を変更したためであり、それ以前は一級州間高速道路の支線として扱われていた州間高速道路であった。また、35号線はミネソタ州とテキサス州の両方で35号西線と35号東線に分かれている。

### 二級州間高速道路
3桁の番号が付けられた州間高速道路は二級州間高速道路 (Three-digit Interstate Highway) と呼ばれ、一級州間高速道路の支線であり、一級州間高速道路と直接または二級州間高速道路を介して接続している。二級州間高速道路には州毎に個別の路線番号が付与されるため、同一の路線番号を持つ二級州間高速道路が複数の州に存在する場合もある。ただし同一の州内では同一の路線番号を付与できないため、同一の州に同一の路線番号を持った複数の二級州間高速道路が存在することはない。
二級州間高速道路に付与される路線番号の下2桁には、本線となる一級州間高速道路の番号が用いられる。そして両端が同一の一級州間高速道路に接続している二級州間高速道路に関しては百の位が偶数となる番号が付与され、両端が同一の一級州間高速道路に接続していない二級州間高速道路に関しては百の位が奇数である番号が付与される。両端が異なる一級州間高速道路に接続している二級州間高速道路に関しては、州の決定に依存する。
例えばニューヨーク州を走る90号線には、190号線、290号線、390号線、490号線、590号線、690号線、790号線、890号線、990号線が接続している。
三桁の道路番号においては、百の位の数字が偶数の場合は、都市周辺を廻るように走る路線で、奇数の数字の場合は、郊外から都心部へとつながる放射状の道路になっていることが多い。

### 例外
カリフォルニア州オークランドの付近には、本線となる州間高速道路38号線が存在しないにもかかわらず、州間高速道路238号線が存在している。これは、カリフォルニア州道238号線が州間高速道路に置換されたためであり、さらに使用可能な適切な番号が存在しなかったためである。
ペンシルベニア州には、それ以東にも番号の小さい路線番号を持つ州間高速道路が存在しているにもかかわらず、州間高速道路99号線が存在している。これは地元の連邦議会議員バッド・シャスターが1996年に追加した一級州間高速道路であり、制定当時に利用できる相応しい2桁の数が存在しなかったため、最も近い番号として付与された州間高速道路である。
州間高速道路82号線は州間高速道路84号線よりも北を走っているが、これは州間高速道路82号線が制定された当時、州間高速道路84号線は州間高速道路80号北線として存在していたためである。
以下の一級州間高速道路は、本来の付番規則とは異なる方向に走っている。
- 州間高速道路26号線（英語版）
- 州間高速道路69号線（英語版）
- 州間高速道路76号西線（英語版）

ハワイ州、アラスカ州、プエルトリコに存在する州間高速道路は、上述の付番規則とは異なり、整備資金が拠出された順番に路線番号が付与されている。ハワイ州、アラスカ州、プエルトリコに存在する州間高速道路は一般に、一級州間高速道路として扱われる。
州間高速道路通勤別線および州間高速道路通勤支線は、一級州間高速道路および二級州間高速道路の付番規則に従属しない。ここで州間高速道路通勤別線とは両端が同一の一級州間高速道路と接続している州間高速道路であり、州間高速道路通勤支線とは一端が一級州間高速道路と接続している州間高速道路である。通勤別線および通勤支線は本線となる一級州間高速道路の番号をそのまま継承するため、同一の州に存在する同一の一級州間高速道路から派生した複数の異なる州間高速道路通勤別線および州間高速道路通勤支線に対して、同一の路線番号が付与される。

## 出口番号
州間高速道路の出口番号は、南もしくは西から順に付けられている。多くの州では州境もしくは起点からのマイル数が出口番号となっており、同一マイル数の出口が複数ある場合は、アルファベットが順に付加される。

## 整備財源
州間高速道路網の建設費および維持費の約72%は連邦政府および各州が利用者から徴収したガソリン税などの税金および有料道路で徴収した通行料金であり、残りの費用はアメリカ合衆国の連邦予算から拠出されている。アメリカ合衆国東部では、1956年以前に計画または建設された州間高速道路の一部が、有料道路として管理されている。州間高速道路の建設および維持に充てられる税金は、アメリカ社会の自動車指向を助長するための政府の直接的な補助金であるとして、しばしば批判を受けている。アメリカ合衆国の批評家は、税金が既得権益を守る特定用途のためにだけ使用されるのならば、自由市場経済は徐々に腐敗し、やがて崩壊するだろうと主張している。
アメリカ合衆国の連邦政府はかつて道路財政における優位な立場を利用して、各州の議会にさまざまな法律の制定を要求していた。これはアメリカ合衆国憲法で規定されている権限を越えた行為であったが、高速道路予算の交付額を脅し文句に、各州議会にさまざまな法律を可決させた。飲酒可能な年齢を21歳以上とする法律、高速道路の最高速度を時速55マイル（約89キロメートル）とする法律、飲酒運転の基準となる血中アルコール濃度を0.08%超とする法律、ミーガン法などがその例である。このような連邦政府と州議会との関係は論争を巻き起こしたが、連邦政府の支持者はこの関係により合衆国全体として一貫性のある法律が可決されると主張し、上流社会では高速道路財源による連邦政府の権限と州の権限の倒錯が歓迎された。

## 標識

州間高速道路95号線の路線番号を表す案内標識

一級州間高速道路および二級州間高速道路の路線番号を表す案内標識は、赤、白、青の3色（星条旗使用の色と同じ）で構成されており、案内標識の上部には赤地に白抜きの文字で「INTERSTATE」と描かれており、中央には青地に白抜きで路線番号が描かれている。当初は州名が路線番号の上部に描かれているデザインであったが、現在は何も描かれていないデザインとなっている。
州間高速道路通勤別線および州間高速道路通勤支線には、一級州間高速道路および二級州間高速道路とは異なる案内標識が使われる。この標識は、一級州間高速道路および二級州間高速道路の路線番号を表す案内標識の赤地および青地を緑地に置換し、「INTERSTATE」の文字を「BUSINESS」に置換したデザインとなっている。そして州間高速道路通勤別線の場合は路線番号の上部に「LOOP」の文字が、州間高速道路通勤支線の場合は路線番号の上部に「SPUR」の文字が描かれている。
州間高速道路上に存在するすべての道路標識および車線区分線は統一交通管制装置便覧に従って設計するよう定められているが、多くの地方で特色のある標識が使われている。